# We Will Rock You
We Will Rock You è un singolo del gruppo musicale britannico Queen, pubblicato il 7 ottobre 1977 come primo estratto dal sesto album in studio News of the World.
Fu scritto da Brian May e pubblicato come brano d'apertura dell'album News of the World. 
È tra i brani più celebri della band britannica, oltre a essere uno dei singoli più conosciuti a livello globale nella storia della musica, tant'è che è diventato uno tra i più famosi inni da stadio negli eventi sportivi e musicali di tutto il mondo, principalmente grazie al suo ritmo semplice.
Nel 2004 la canzone è inserita nella lista delle 500 migliori canzoni secondo Rolling Stone, alla posizione numero 330.

## Descrizione
Il brano, assieme a We Are the Champions, è stato scritto in risposta a un evento accaduto durante il A Day at the Races Tour. La band suonò alla Stafford's Bingley Hall a Birmingham e come raccontò Brian May:
(Brian May)
Le tre strofe della canzone vogliono rappresentare le tre età dell'uomo: il bambino speranzoso, il grande uomo coraggioso nella prima parte della sua vita e il vecchio che ha imparato ad accettare il suo posto nell'universo.

### Registrazione
Il brano fu registrato, come il resto dell'album, ai Wessex Studios di Londra. La particolarità della canzone è l'arrangiamento, basato solamente su un battito ritmico di piedi e di mani (in inglese detto "stomp, stomp, clap sound"), creato dalla band, che ha sovrainciso i suoni di sé stessa battendo le mani e pestando i piedi sul pavimento molte volte e aggiungendo effetti di delay per creare un suono paragonabile a quello di una folla; il ritornello principale può essere paragonato a un inno. Sostanzialmente il brano è un cantato a cappella, a parte gli ultimi trenta secondi in cui è presente l'assolo di chitarra. Il battito dei piedi fu registrato in una vecchia chiesa, con un pavimento ad assi di legno.

## Esibizioni dal vivo
Nelle esibizioni dal vivo, viene spesso seguita dall'altrettanto celebre We Are the Champions, dallo stesso album, infatti le due canzoni erano nate per essere eseguite insieme, e sin dal News Of The World Tour al Magic Tour fino ai tour con Paul Rodgers e Adam Lambert esse furono, con alcune eccezioni, le ultime canzoni con cui il gruppo chiudeva i concerti. Furono anche le ultime due canzoni che i Queen suonarono al Live Aid nel 1985.

### Fast version
I Queen hanno anche eseguito una versione alternativa del brano nota come "fast version" (versione veloce), con un ritmo più veloce e un arrangiamento completo di batteria e di basso. La band ha usato spesso questa versione come apertura dei live set di fine anni settanta/inizio anni ottanta, come si evince dall'ascolto degli album Live Killers (1979), Queen on Fire - Live at the Bowl (2004), Queen Rock Montreal (2007). Esiste anche un'incisione in studio di tale versione, registrata appositamente per lo spettacolo di John Peel su BBC Radio 1 nel 1977, e pubblicata poi nella raccolta On Air (2016).

## Video musicale
Il video è stato molto probabilmente ripreso subito prima, o subito dopo, il video per Spread Your Wings, futuro singolo della band. Si vedono i membri del gruppo nel giardino della villa di Roger Taylor nel Surrey coperto di neve (infatti i Queen sono vestiti con abiti invernali); Freddie Mercury porta dei singolari occhiali da sole con le lenti a forma di stelle, John Deacon e Taylor indossano degli stivali da pioggia in plastica, mentre Brian May, in entrambi i video, non usa la sua Red Special, ma una replica della sua chitarra, costruita per lui dal liutaio John Birch.

## Classifiche
| Classifica (1977) | Posizione massima |
| ----------------- | ----------------- |
| Francia           | 1                 |
| Nuova Zelanda     | 1                 |
| Regno Unito       | 2                 |
| Paesi Bassi       | 2                 |
| Canada            | 3                 |
| Irlanda           | 3                 |
| USA               | 4                 |
| Australia         | 11                |
| Austria           | 12                |
| Germania          | 13                |
| Giappone          | 72                |

## Formazione
- Freddie Mercury – voce, battito di mani e piedi, cori
- Brian May – chitarra, battito di mani e piedi, cori
- John Deacon – battito di mani e piedi
- Roger Taylor – battito di mani e piedi, cori

## Cover
Di questo brano storico sono state realizzate decine di cover e rielaborazioni. Gli stessi Queen hanno riproposto We Will Rock You con Axl Rose alla voce al Freddie Mercury Tribute Concert del 1992. Nel 2000, ancora i Queen (senza John Deacon) hanno registrato una versione del brano in stile rap con la boy band dei 5ive, raggiungendo la prima posizione nelle classifiche di vendita inglesi. Fra le altre cover celebri si possono citare quella di Robbie Williams e di Chad Kroeger dei Nickelback. In Italia, una reinterpretazione di stampo demenziale è stata proposta da Elio e le Storie Tese, con il titolo Vivi Rocco e un'altra dai GemBoy dal titolo Giorgio Gaber.
In 'Till I Collapse di Eminem dall'album The Eminem Show, è campionato il battito dei piedi.
Tra le cover più famose:
- 1992 – i Warrant hanno eseguito una reinterpretazione della canzone per il film I gladiatori della strada.
- 1992 – la band brasiliana Viper ha eseguito una loro versione veloce della canzone nel loro terzo album Evolution, e più tardi nel 1993 nell'album dal vivo Maniacs in Japan.
- 1996 – Carol Jiani, per il suo album Superstar.
- 1996 – Linda Ronstadt ha eseguito una versione dolce a mo' di ninna nanna per il suo album Dedicated to the One I Love.
- 1997 – El General ha rifatto la canzone in spagnolo intitolandola Nosotros Conmoveremos Te per la compilation Tributo a Queen: Los Grandes del Rock en Espanol.
- 1997 – la band tedesca Pink Cream 69 ha registrato una reinterpretazione nel loro album Food for Thought.
- 2000 – DJ Hurricane e Scott Weiland hanno collaborato alla realizzazione di una reinterpretazione della canzone per l'album Don't Sleep.
- 2000 – i membri dei Queen Brian May e Roger Taylor hanno registrato una versione rap rock della canzone, con la boy band 5ive.
- 2000 – l'attrice Kimberly Williams esegue una versione alternativa del brano per la miniserie televisiva Il magico regno delle favole.
- 2003 – John Farnham ha registrato una reinterpretazione per il suo Greatest Hits, con dei campioni dalla registrazione originale. Brian May ha contribuito con un assolo di chitarra esteso.
- 2003 – un remix di KCPK, cantata da un coro di bambini, è stato pubblicato in una serie di spot d'animazione di Evian in Francia, Germania e Belgio. Il remix è stato successivamente pubblicato come singolo ed è entrato nelle classifiche locali.
- 2004 – Houseboyz eseguito una reinterpretazione per il videogioco Dance Dance Revolution Extreme.
- 2004 – Britney Spears, Beyoncé e Pink hanno usato questa canzone in una campagna pubblicitaria internazionale della Pepsi e la canzone è stata pubblicata nel CD Pepsi Music. Nello spot compaiono anche May e Taylor tra il pubblico del colosseo.
- 2005 – i Pink Cream 69 di cui la canzone nel loro album Food for Thought.
- 2005 – i Nickelback hanno registrato questa canzone come bonus track, attraverso una promozione della Wal-Mart, per il loro album All the Right Reasons.
- 2008 – la cantante giapponese Kosaka Riyu ha registrato una versione trance della canzone.
- 2009 – agli Mtv VMA Joe Perry e Katy Perry hanno cantato la canzone in memoria di Freddie Mercury.
- 2009 – il vincitore di Australian Idol Stan Walker ha fatto una reinterpretazione nello show e successivamente l'ha registrata sul suo album d'esordio.
- 2010 – nel musical Avenue Q, i Muppets, personaggi dello spettacolo, hanno eseguito cover di questa canzone insieme a We Are the Champions e, in un video parodia, a Bohemian Rhapsody.
- 2011 – i My Chemical Romance si sono esibiti il 26 agosto con una cover del singolo insieme a Brian May
- 2012 – nella cerimonia di chiusura delle Olimpiadi 2012, tenute a Londra, May e Roger Taylor riproducono il singolo, in collaborazione con Jessie J.
- 2013 – il cast di Glee registra una cover della canzone, trasmessa nel ventesimo episodio della quarta stagione.
- Il 25 aprile 2013 esce l'album dei Tangerine Dream e May Starmus - Sonic Universe in cui compare una versione del brano riarrangiata dal gruppo tedesco con Brian May alla chitarra.
- 2014 – i The Struts registrano una cover molto simile all'originale per la versione giapponese del loro album di debutto Everybody Wants.

## Parodie e riferimenti
- 1987 – Henry Rollins ha fatto una parodia di We Will Rock You dal titolo I Have Come to Kill You.
- 1991 – in Gli amici di papà, nell'episodio Happy Birthday Babies parte 2, quando Becky respira al ritmo della canzone per alleviare le contrazioni, Danny canta scherzosamente "We will, we will rock you!".
- 1994 – in Piccoli grandi eroi (D2-The mighty ducks) durante la partita finale gli spettatori presenti nello stadio intonano la canzone, modificandone il testo in We will, we will, quack you!
- 1996 – il brano fa da colonna sonora al filmato iniziale del videogioco calcistico Pro Evolution Soccer 2. Inoltre, per celebrare i 20 anni della serie, è nuovamente presente in PES 2016.
- 1998 - Nel settimo episodio della quinta stagione della celebre sitcom Friends, Ross incide la nuova segreteria telefonica con il ritmo della canzone. Al posto di "We Will Rock You" canticchia "We Will Call You Back" (in italiano "Noi vi chiamerem").
- 2003 – la canzone dei Blondie Boys Good utilizza il verso "You got me on your face/A big disgrace".
- 2004 – gli Scum of the Earth ha fatto una reinterpretazione nel loro album di debutto Blah...Blah...Blah...Love Songs for the New Millennium. Tuttavia, il titolo della canzone è stato cambiato in "Porno Champion" con un testo modificato.
- 2007 – in The Storm, un episodio di Drake & Josh, il gruppo di persone presenti a casa loro iniziano a cantare una canzone molto simile a We Will Rock You.
- 2011 – la canzone Yoü and I di Lady Gaga campiona il ritmo di We Will Rock You e contiene un assolo alla chitarra di Brian May.
- 2015 – nel film Pixels la canzone viene utilizzata nella scena contro Donkey Kong.
- 2016 – nel terzo episodio della nona stagione della sit-com statunitense The Big Bang Theory, quando Leonard colpisce una ruota della macchina di Richard Feynman, Howard e Raj, seguendo il ritmo, parodiano da Rock a Percussive shock (forza impulsiva), venendo tuttavia interrotti da Sheldon, che canta una parte della canzone.
- 2025 In occasione della Coppa del mondo per club FIFA 2025 viene realizzata come colonna sonora ufficiale della competizione We Will Rock You, una rivisitazione in chiave moderna della canzone dei Queen con Pitbull e RedOne.